# Theridion bolivari
Theridion bolivari är en spindelart som beskrevs av Claude Lévi 1959. Theridion bolivari ingår i släktet Theridion och familjen klotspindlar. Inga underarter finns listade i Catalogue of Life.